# Scolmatore dell'Arno

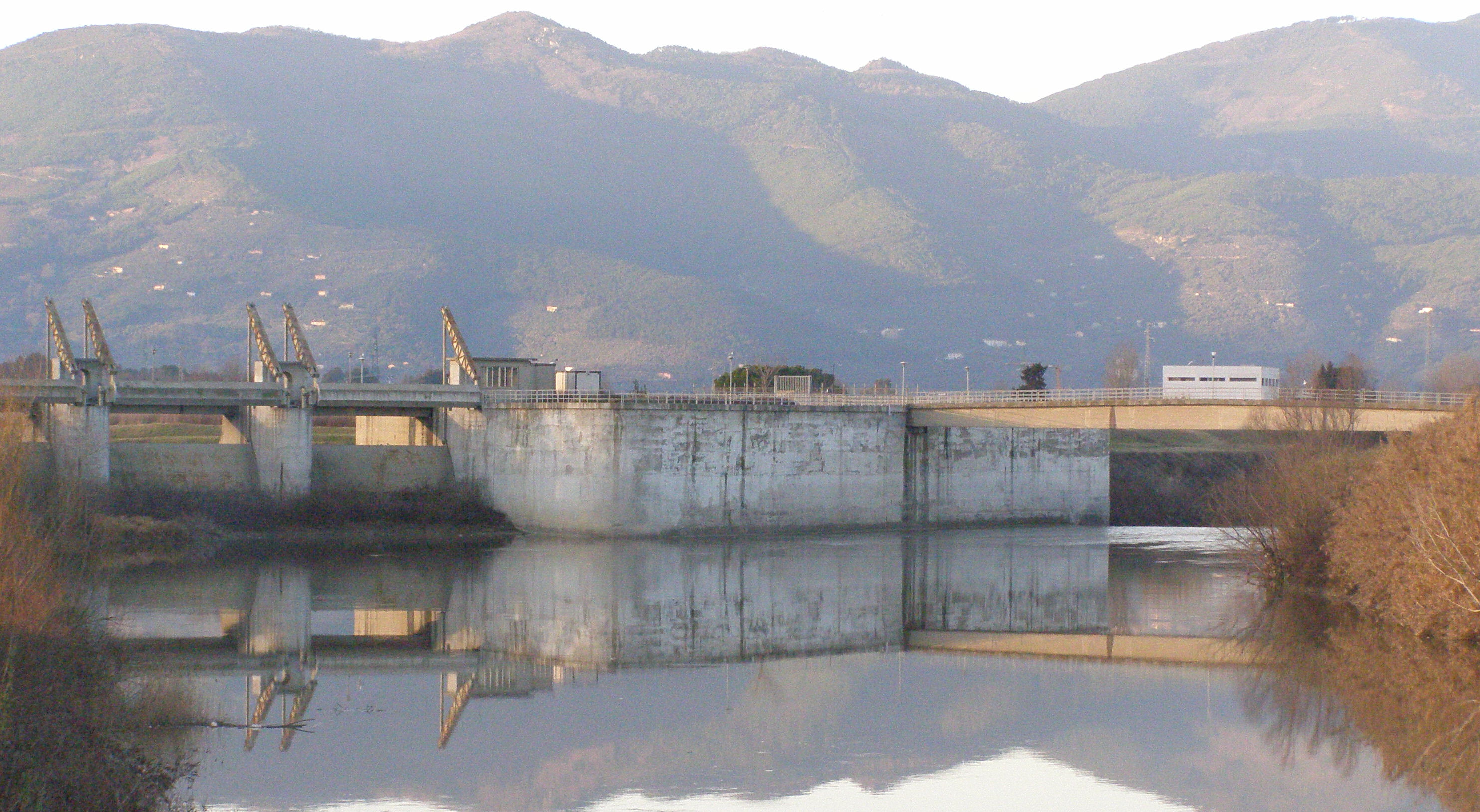
La diga con la paratie per il deflusso delle acque dell'Arno nel canale Scolmatore presso Pontedera

Lo scolmatore dell'Arno è un canale scolmatore del fiume Arno, lungo 28,3 km, che inizia con l'opera di presa, a valle di Pontedera, e termina in mare, nei pressi del Calambrone, al confine tra i comuni di Livorno e di Pisa.

## Storia
La costruzione fu decisa nel 1954 in seguito all'inondazione di Pisa del 1949, per un costo di oltre 10 miliardi di lire. L'opera non era ancora completa per l'alluvione del 1966. I lavori iniziarono nel 1953: nel 1972 il canale era già funzionante con una portata il 500 mc/s mentre la fine dei lavori a massima portata fu solo nel 1987.
Lo scolmatore fu progettato e realizzato per una portata massima di 1.400 metri cubi al secondo, quota però mai raggiunta ed impossibile da raggiungere per i limiti di portata alla foce. Un tempo a causa dell'insabbiamento della foce la portata raggiungibile era di 600 metri cubi al secondo, ma dopo i lavori terminati nel 2018 la portata massima è stata portata a quota 900 metri cubi al secondo, nonostante il fatto che solitamente le cateratte vengono aperte con 400 metri cubi al secondo.
Nel canale confluiscono alcuni corsi d'acqua dell'entroterra pisano e livornese, come il torrente Tora (nelle vicinanze di Mortaiolo), il Fosso Reale e nell'ultimo tratto, poco prima di sfociare nel mar Ligure, il Canale imperiale (emissario del Lago di Bientina) e il canale dei Navicelli. Inoltre, per evitare il reflusso delle acque dell'Arno verso il Padule di Fucecchio attraverso l'Usciana, nel 1986 fu realizzato un bypass che, mediante un canale ausiliario sotterraneo che oltrepassa l'alveo dell'Arno, permette il deflusso delle acque del padule direttamente nello scolmatore.

## Futura navigabilità del canale

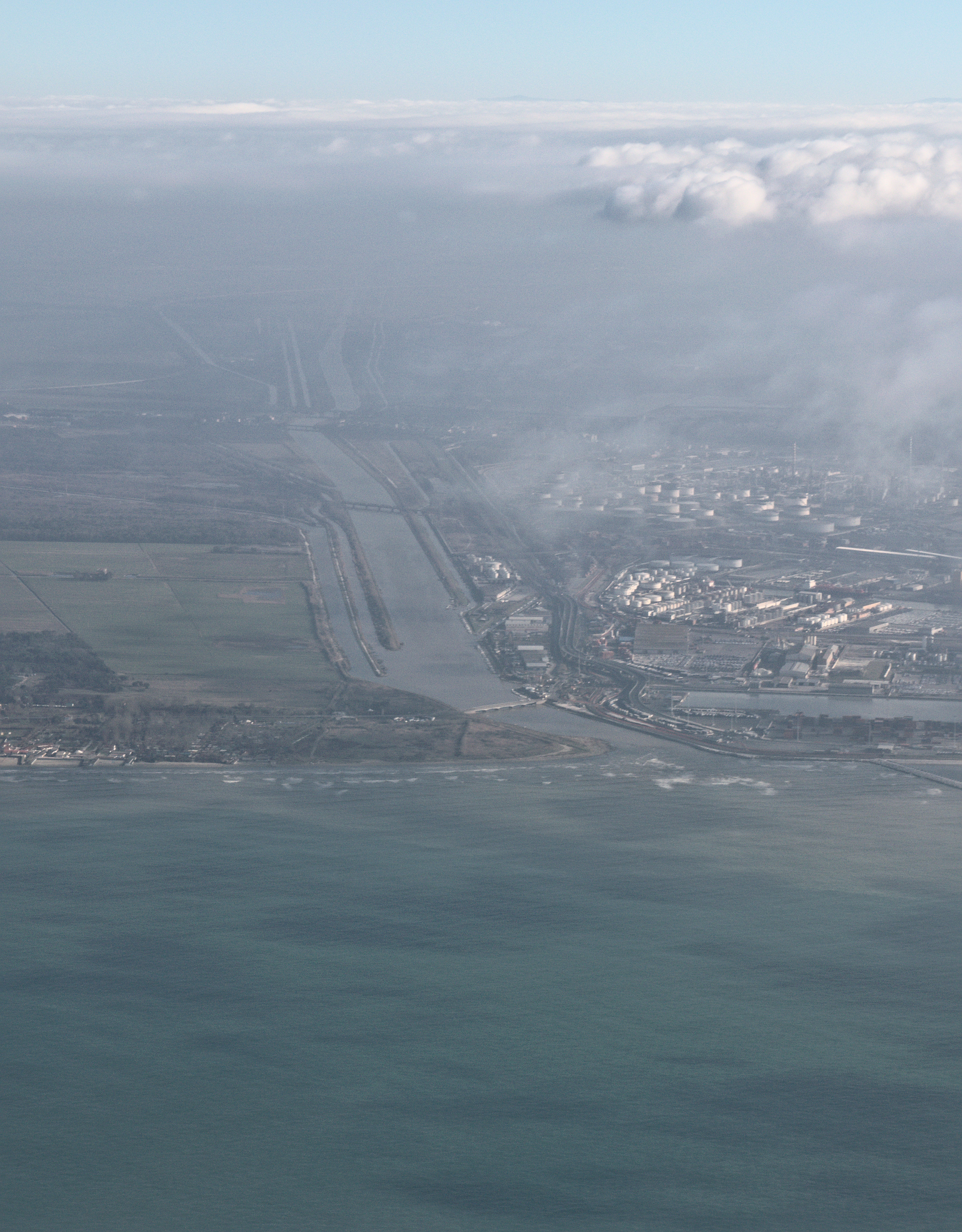
La foce dello Scolmatore tra Calambrone e Livorno

È allo studio un progetto per la navigabilità del canale. Il progetto mira a realizzare opere dimensionate esclusivamente per il trasporto merci, escludendo l'utilizzazione turistico-diportistica.
La navigabilità sarà sviluppata quindi per favorire il collegamento commerciale tra la darsena Toscana del porto di Livorno, l'interporto "A. Vespucci" (Guasticce) e l'autoparco "Il Faldo" (nei pressi di Vicarello): in tutto un percorso di 13 chilometri. Si tratterà per questo di adeguare l'attuale accesso allo scolmatore dal porto di Livorno, con contemporaneo miglioramento del collegamento fluviale anche con il canale dei Navicelli.
Ciò avverrà soprattutto attraverso lo scavo dello scolmatore per garantire, lungo tutto il tratto interessato dal traffico fluvio-marittimo, una larghezza intorno ai 40 metri e un fondale almeno di 3,5 metri, così da consentire il passaggio di imbarcazioni e chiatte di dimensioni maggiori delle attuali.
Il progetto include inoltre il rialzamento dell'impalcato del ponte stradale dell'Aurelia (Stagno) e la realizzazione di darsene per il carico e lo scarico delle merci in corrispondenza dell'interporto e dell'autoparco.